# Ibirubá (ort)
Ibirubá är en ort i Brasilien.   Den ligger i kommunen Ibirubá och delstaten Rio Grande do Sul, i den södra delen av landet, 1 500 km söder om huvudstaden Brasília. Ibirubá ligger 404 meter över havet och antalet invånare är 14 180.
Terrängen runt Ibirubá är platt, och sluttar söderut. Det finns inga andra samhällen i närheten.
Trakten runt Ibirubá består till största delen av jordbruksmark. Runt Ibirubá är det ganska glesbefolkat, med 43 invånare per kvadratkilometer.